# المشاغبات الثلاثة (فلم)
المشاغبات الثلاثة هو فيلم مصري أنتج عام 1987.

## القصة
ثلاث فتيات، فردوس وسعاد وبدرية، تربطهن صداقة حقيقية قوية جدا من الصغر، يرسبن جميعا في السنة الأولى بالجامعة لأسباب مختلفة، يتخذن قرارًا بالتوقف عن التعليم، والخروج إلى الحياة العملية، يجدن فرصة العمل في محل لبيع الملابس الحريمى يديره الثرى رجائي، يحاول صاحب المحل التقرب من كل واحد منهن على انفراد، يكلفهن صاحب المحل بالسفر معه إلى اليونان لإحضار البضائع الجديدة من هناك، وفي مرة ثانية يقرر المدير إرسال الفتيات فردوس وسعاد وبدرية بمفردوهن، ويتضح أن رجائي صاحب المحل يستغل الفتيات في التهريب دون أن يخبرهن بذلك، تدخل الفتيات الثلاث السجن، يقررن الهروب من السجن لتعديل الأوضاع، وإعادة الأمور إلى نصابها، وتدور المطاردات، الفتيات يطاردن رجائي صاحب المحل، الشرطة تطاردهن، رجائي بدوره يطارد الفتيات. تتقابل الفتيات الثلاثة مع مرجان مساعد رجائي الذي يقرر بحقيقة سفرهن لليونان، يقدمن تسجيلا كاملا عن الحقيقة بلسان مرجان، يفرج عنهن ويتم القبض على رجائي. وتعود كل منهن إلى أسرتها.

## بطولة
- كرم مطاوع.
- ليلى علوي.
- إلهام شاهين.
- غادة الشمعة.

## وصلات خارجية
- مقالات تستعمل روابط فنية بلا صلة مع ويكي بيانات